# Уязд (гмина, Стшелецкий повет)
Уязд (пол. Ujazd) — городско-сельская гмина (волость) в Польше, входит как административная единица в Стшелецкий повет, Опольское воеводство. Население — 6293 человека (на 2004 год).

## Демография
| Перепись                       | Всего   | Всего | Женщины | Женщины | Мужчины | Мужчины |
| ------------------------------ | ------- | ----- | ------- | ------- | ------- | ------- |
| Единицы                        | человек | %     | человек | %       | человек | %       |
| Население                      | 6293    | 100   | 3223    | 51,2    | 3070    | 48,8    |
| Плотность населения (чел./км²) | 75,5    | 75,5  | 38,7    | 38,7    | 36,9    | 36,9    |

## Соседние гмины
1. Кендзежин-Козле
2. Гмина Лесница
3. Гмина Рудзинец
4. Гмина Стшельце-Опольске
5. Гмина Тошек